# Nyam-Osoryn Tuyaa
Nyam-Osoryn Tuyaa (idioma mongol: Ням-Осорын Туяa; nacida en 1958) es una política mongola y primer ministro de Mongolia en funciones desde el 22 de julio al 30 de julio de 1999.
Fue nombrada en 1998 como Ministra de Exteriores en el gobierno de Janlavyn Narantsatsralt, del Partido Nacional Democrático de Mongolia. Sin embargo, debido a una controversia obligó a Narantsatsralt la renuncia como primer ministro en julio de 1999, y Tuyaa asumió de manera interina el cargo por un breve período hasta que el Gran Hural del Pueblo eligió a Rinchinnyamyn Amarjagal como su sucesor. Ella fungió como Ministra de Exteriores en el nuevo gobierno hasta la derrota electoral del partido en 2000. También perdió su escaño en el parlamento en las mismas elecciones, que ganó el Partido Revolucionario del Pueblo Mongol.
| Predecesor: Janlavyn Narantsatsralt | Primer ministro de Mongolia (en funciones) 1999 | Sucesor: Rinchinnyamyn Amarjargal |

- Datos: Q541239